# Shingo Takagi
Shingo Takagi (鷹木信悟 Takagi Shingo?) (21 de noviembre de 1982) es un luchador profesional japonés, que ahora trabaja en New Japan Pro-Wrestling. Antes estuvo en la empresa Dragon Gate.
Takagi fue una vez campeón mundial al haber sido una vez Campeón Mundial Peso Pesado de la IWGP.

## Carrera

### Dragon Gates (2004-2018)
Shingo Takagi debutó en octubre de 2004 como el primer graduado del dojo Dragon Gate. [2] También fue entrenado por Animal Hamaguchi. Takagi ganó el premio al Novato del Año de Wrestling Observer en 2005. [3] [2]
En Dragon Gate, Takagi se convirtió en miembro del grupo Blood Generation. El 10 de mayo de 2007, poco después de formar New Hazard, Takagi, junto con BxB Hulk & Cyber Kong, derrotó al equipo Typhoon de Cima, Susumu Yokosuka y Ryo Saito por el Dragon Gate Open the Triangle Gate Championship. [2] Mantuvieron los títulos hasta el 13 de julio de 2007, cuando el equipo se vio obligado a abandonar el campeonato porque BxB Hulk había sufrido una lesión en la mandíbula. Takagi y Kong reemplazaron a Hulk con Jack Evans, y desafiaron por el título vacante contra el equipo Muscle Outlaw'z deNaruki Doi, Masato Yoshino y Magnitude Kishiwada , pero no tuvieron éxito.

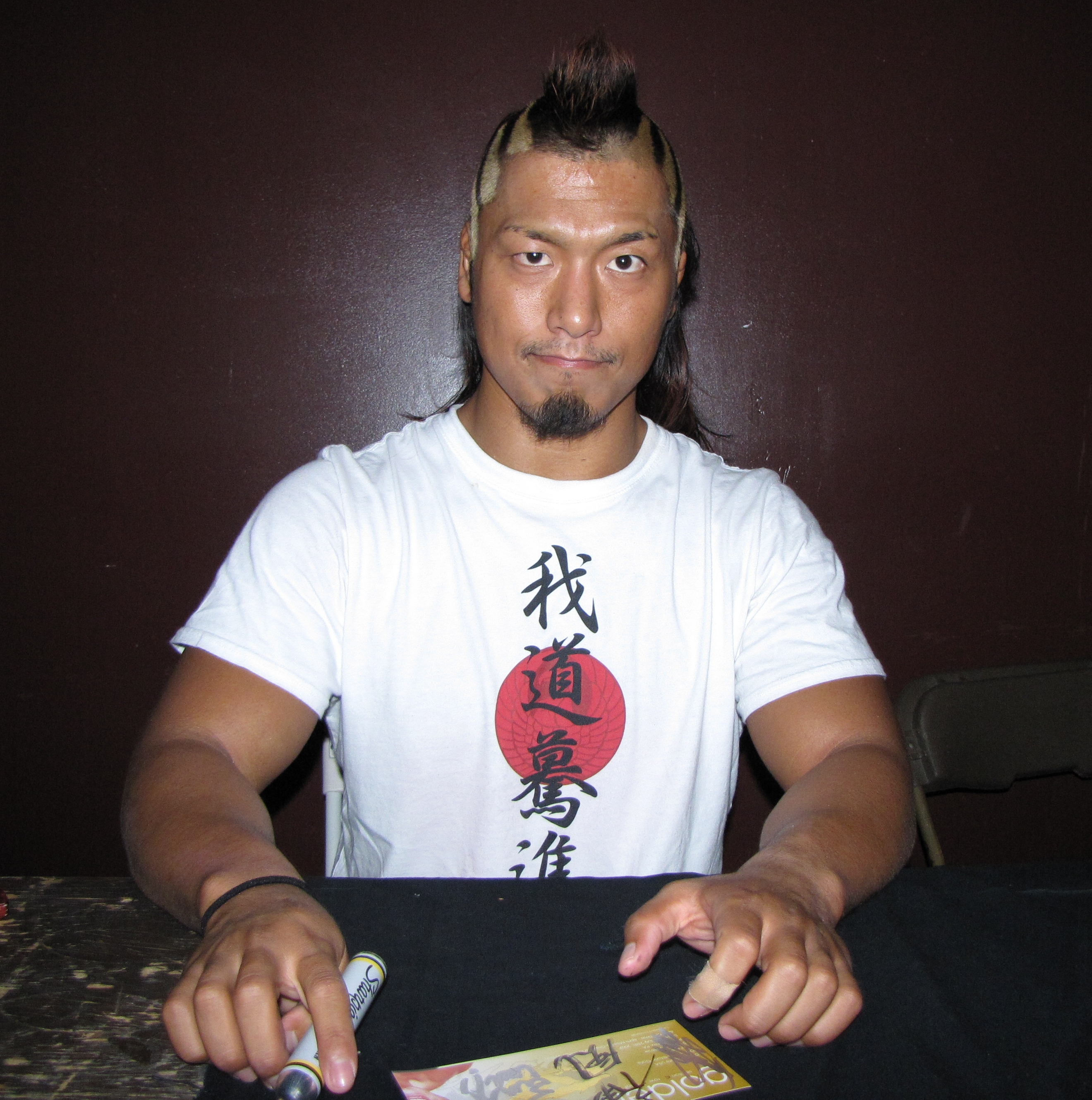
Takagi firmando autógrafos en 2009.

El 14 de mayo de 2008, Takagi y Kong se enfrentaron a Hulk poco antes de una defensa programada de los Open the Triangle Gate Campeonatos Abierto del Triángulo Gate contra Genki Horiguchi, Gamma y Yamato de Muscle Outlaw'z, citando a Hulk como un debilucho. Takagi y Kong luego se unieron a Genki, Gamma, Yamato y Yasushi Kanda , acabando con New Hazard y Muscle Outlaw'z y formando Real Hazard, una nueva facción. Takagi luego se asoció con Gamma y Yamato para ganar el Campeonato Open the Triangle Gate recién vacante, derrotando a Naruki Doi, Masato Yoshino y Hulk. [2] El 28 de junio, perdieron el campeonato Open the Triangle Gate ante Kenichiro Arai, Taku Iwasa y Shinobu .de la facción Tozawa-juku.
Al día siguiente, luchó contra BxB Hulk en un empate de una hora en el partido de un contendiente número uno por el Campeonato Open the Dream Gate de Cima. Inmediatamente fueron programados para una revancha el 27 de julio, pero esta vez el Campeonato Open the Dream Gate estaba en juego ya que Cima tuvo que dejar vacante el campeonato debido a una lesión en el cuello. El 10 de julio, ya había dudas sobre su posición en Real Hazard cuando les impidió a ellos y a los miembros de Tokyo Gurentai intentar cortarle el pelo a Cima. Esto provocó tensiones entre él y los demás, especialmente con Kong. El 27 de julio, Takagi derrotó a BxB Hulk para ganar el Campeonato Open the Dream Gate. [2]Después del partido, Takagi se disculpó con Hulk y se retractó de su declaración sobre su debilidad. Poco después, Kong intentó atacar a Cima, que estaba en la mesa de comentaristas, pero Takagi lo detuvo. Después de una breve discusión, Real Hazard atacó a Takagi y lo echó del grupo por mostrar compasión hacia Hulk y Cima, pero Typhoon lo salvó.
Typhoon le ofreció ser miembro de la facción, pero lo rechazó. Más tarde se asoció con Dragon Kid , un miembro de Typhoon, en el Torneo de Liga de Parejas de Aventura de Verano , y la pareja llegó a la final antes de ser derrotados por Naruki Doi y Masato Yoshino. [5]Después de esto, Takagi cambió de opinión y se unió a Typhoon. La membresía de Takagi causó tensión dentro de la facción y llevó a Susumu Yokosuka a desafiar a Takagi a un partido el 16 de noviembre por el Campeonato Open the Dream Gate. Takagi retuvo y luego trató de desterrar a Yokosuka de Typhoon como castigo. Ryo Saito trató de detenerlo y luego llamaron a Cima. Takagi le dio un lazo antes de que pudiera decir nada, lo que resultó en su destierro de Typhoon. Después de eso, Takagi anunció que no participaría en el torneo anual King of Gate.
Takagi comenzó a formar equipo con Akira Tozawa y Taku Iwasa después de que la facción de la que habían sido miembros, Tozawa-juku, se disolviera, y el trío formó oficialmente una nueva facción el 19 de diciembre. El 28 de diciembre, Takagi perdió el Campeonato Open the Dream Gate ante Naruki Doi, quien había ganado el Torneo del Rey de la Puerta. El 11 de enero de 2009, Dragon Kid se unió a la nueva facción, y Takagi llamó a la facción Kamikaze. [2] El 15 de febrero, Takagi, Iwasa y Dragon Kid ganaron el Campeonato Open the Triangle Gate, pero perdieron el campeonato ante Cima, Gamma y Kagetora el 15 de abril. [2] Cuando Yamato dejó Real Hazard, se unió a Kamikaze, reformando su equipo con Takagi. El dúo ganó el torneo anual Summer Adventure Tag League en agosto, y luego elAbre el Twin Gate Championship el mes siguiente. [2] [6] Mantuvieron los títulos hasta el 27 de diciembre, cuando los perdieron ante Cima y Gamma.
El 22 de marzo de 2010, Takagi y Cyber Kong derrotaron a Cima y Gamma para recuperar el Campeonato Open the Twin Gate. Takagi participó en el torneo King of Gate de 2010 y venció a Dragon Kid en la final el 14 de abril de 2010. Esto le permitió disputar el partido Open the Dream Gate Championship contra su compañero y campeón Yamato en Dead or Alive PPV el 5 de mayo de 2010 , pero Yamato retuvo el título al hacer que Takagi se sometiera. Takagi y Kong perderían su título de Twin Gate ante K-ness y Susumu Yokosuka el 13 de mayo de 2010. Takagi luego renovó su antigua enemistad con el excompañero de etiqueta BxB Hulk, lo que llevó a un combate Hair vs Hair en el Kobe World Pro Wrestling Festival 2010. el 11 de julio. Takagi ganó el partido y le afeitó el cabello a Hulk.
Después de regresar de una lesión, Takagi disolvió Kamikaze el 13 de mayo de 2011 y al día siguiente unió fuerzas con el nuevo establo de Masaaki Mochizuki , Junction Three, para luchar contra los Blood Warriors de Cima. Después de que Junction Three se disolviera en febrero de 2012, Takagi, junto con Yamato, se unió al miembro de Dragon Gate Nex, Chihiro Tominaga, y al debutante Super Shenlong III y formaron -akatsuki- el 19 de abril de 2012. El 22 de julio de 2012, Takagi y Yamato derrotó a Jimmy Kagetora y Jimmy Susumu para convertirse en los campeones del 22.º Open the Twin Gate. Perdieron el título ante Don Fujii y Masaaki Mochizuki el 23 de septiembre de 2012. [7] Takagi y Yamato ganaron el título por tercera vez juntos el 5 de mayo de 2013, al derrotar a BxB Hulk y Uhaa Nation.[8] Perdieron el título ante Akira Tozawa y BxB Hulk el 15 de junio, cuando Yamato se enfrentó a Takagi. [9] El 21 de julio, Takagi derrotó a Cima para ganar el Campeonato Open the Dream Gate por segunda vez. [10] El 1 de agosto, -akatsuki- se vio obligada a disolverse, después de perder ante Mad Blankey en una lucha por equipos de cinco contra cuatro. [11] El 23 de agosto, Takagi perdió el campeonato Open the Dream Gate ante Yamato en su primera defensa. [12] Para continuar su batalla con Mad Blankey, Takagi formó un nuevo establo llamado Monster Express con Akira Tozawa, Masato Yoshino, Ricochet, Shachihoko Boy y Uhaa Nation. [13] [14]El 22 de diciembre, Takagi y Tozawa derrotaron a Naruki Doi y Yamato para ganar el Campeonato Open the Twin Gate. [15] Perdieron el título ante Eita y T-Hawk el 20 de julio de 2014. [16] El 31 de agosto, Shingo, Tozawa y Uhaa Nation desafiaron sin éxito por el Campeonato Open the Triangle Gate contra Cyber Kong, Naruki Doi y Kzy con Shingo queda atrapado después de que Kong lo golpeó con la bomba cibernética. Shingo y Tozawa perdieron en las semifinales de la Summer Adventure Tag League contra T-Hawk y Eita. [17]El 28 de diciembre, Shingo desafió sin éxito por el título Open the Dream Gate contra BxB Hulk. El 16 de agosto de 2015, Takagi derrotó a Masato Yoshino para ganar el Campeonato Open the Dream Gate por tercera vez. [18] Poco después, Takagi fue expulsado de Monster Express después de traicionar a sus entonces compañeros de cuadra Yoshino y Shachihoko BOY. [19] Takagi luego formaría una nueva unidad de talones con los restos de Mad Blankey, convirtiéndose en el colíder de la unidad junto a Naruki Doi. El 23 de septiembre de 2015, la nueva unidad se llamó VerserK. [20]El 14 de febrero, Takagi perdió el Campeonato Open the Dream Gate ante Jimmy Susumu en su cuarta defensa. Recuperaría el título de manos de Susumu el 6 de marzo, convirtiéndose en el primer cuatro veces campeón. El 24 de julio de 2016, Takagi perdió el campeonato ante Yamato . [21] El 18 de enero de 2017, Takagi, junto con sus compañeros de equipo de VerserK, T-Hawk y El Lindaman, ganaron un torneo especial One Day 6 Man Tag, derrotando a Kotoka, Masato Yoshino y Ben-K. [22]

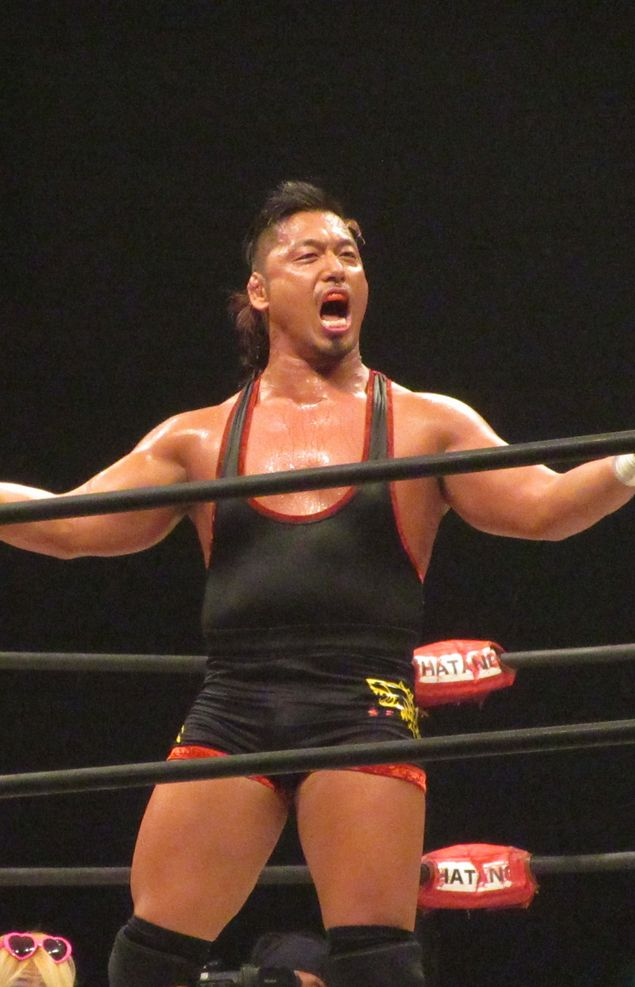
Takagi en noviembre de 2017.

### Ring Of Honor (2006-2008)
Poco después de convertirse en miembro de Blood Generation, Shingo comenzó a luchar para Ring of Honor (ROH) en los Estados Unidos. Hizo varias apariciones en ROH antes de convertirse en un luchador habitual en ROH a fines de 2006. Se convirtió en la mitad de los campeones mundiales en parejas de ROH junto a Naruki Doi el 3 de marzo de 2007, al vencer a los Briscoe Brothers en Liverpool , Inglaterra . [23] Los dos perdieron el campeonato ante los Briscoes en el All Star Extravaganza III el 30 de marzo. [23]
Shingo tuvo su último combate oficial de ROH en "Good Times, Great Memories" el 28 de abril de 2007, desafiando sin éxito a Takeshi Morishima por el Campeonato Mundial de ROH . Desafió a los Briscoe Brothers por el Campeonato Mundial en Parejas de ROH sin éxito en el programa Live in Osaka de ROH con su compañero Susumu Yokosuka el 17 de julio. En el fin de semana de Wrestlemania en 2008 en "Dragon Gate Challenge II" y "Supercard of Honor III", él y BxB Hulk luchó contra The Age of the Fall ( Tyler Black y Jimmy Jacobs ), y El Generico y Kevin Steen respectivamente en sus últimas dos apariciones en ROH.

### Otras promociones (2006-2009)
A lo largo de 2006 y 2007, Shingo apareció en varias promociones estadounidenses, incluidas Full Impact Pro y Pro Wrestling Guerrilla . [3] El 27 de febrero de 2007, Shingo ganó el campeonato de peso pesado de Southern Thunder Pro Wrestling Texas al derrotar a Texas Renegade. [3] El 5 de septiembre de 2007 hizo su debut en Hawái para Action Zone Wrestling (AZW) haciendo equipo con Sabaki en un esfuerzo fallido ante los campeones de parejas de AZW Devilshock. El 8 de marzo de 2009, ganó su primer torneo de lucha libre en Alemania al emerger triunfante en el Torneo anual de oro de 16 quilates de wXw . En 2009, comenzó a luchar para Dragon Gate USA . [2]

### División Junior Peso Pesado (2018-2019)
Takagi hizo su debut sorpresa para New Japan Pro-Wrestling (NJPW) durante el evento King of Pro-Wrestling el 8 de octubre de 2018, uniéndose a la facción Los Ingobernables de Japón ( LIJ ). [24] [25] En Wrestle Kingdom 13 el 4 de enero de 2019, Takagi se asoció con Bushi para ganar el IWGP Junior Heavyweight Tag Team Championship de Suzuki-gun ( Yoshinobu Kanemaru y El Desperado ). [26] Sin embargo, Takagi y Bushi luego perdieron el campeonato en parejas ante Roppongi 3K ( Sho yYoh ) en el 47th Anniversary Show de NJPW el 6 de marzo. [27] En el G1 Supercard el 6 de abril, Takagi compitió en el Honor Rumble , pero Kenny King ganó el combate . [28]
De mayo a junio, Takagi participó en el torneo Best of Super Juniors 2019 en el Bloque A. [29] Derrotó a todos sus oponentes en el Bloque A, convirtiéndose en la primera persona en quedar invicto en el torneo, y también estableció un nuevo récord de más puntos anotados en el torneo, con 18. [30] [31] [ 32] [33] Esto le permitió avanzar a la final del torneo contra el ganador del B Block Will Ospreay , donde fue derrotado, en lo que fue la primera derrota por pinfall de Takagi en NJPW. [34] [35] El partido fue aclamado por la crítica, con el periodista deportivo Dave Meltzer dándole una calificación de 5 3 ⁄ 4estrellas, y lo llamó "el mejor combate de peso pesado junior" que jamás había visto. [36]

#### Título Peso Abierto N.E.V.E.R (2020-2021)
Después de derrotar a Satoshi Kojima en Dominion 6.9 en Osaka-jo Hall , Takagi declaró su intención de pasar a la división de peso pesado de NJPW y también se declaró participante del G1 Climax 2019 . [37] En el G1 Climax, Takagi compitió en el Bloque B y terminó con una puntuación final de 8 puntos (cuatro victorias y cinco derrotas), sin pasar a la final del torneo. [38] En Destruction in Kobe el 22 de septiembre, Takagi fue derrotado por Hirooki Goto . [39] El 5 de enero de 2020 en Wrestle Kingdom 14 , los compañeros de equipo de Takagi y LIJ , Bushi y Evil .derrotó a otros cuatro equipos en un Gauntlet Match para ganar el Campeonato de equipo de etiqueta de 6 hombres NEVER Openweight . [40] El 1 de febrero en The New Beginning en Sapporo , Takagi derrotó a Goto para ganar el Campeonato NEVER Openweight , convirtiéndolo en un doble campeón y la primera persona en tener ambos campeonatos NEVER al mismo tiempo. [41] El 24 de febrero, Takagi fue anunciado para la New Japan Cup 2020 . [42] Sin embargo, debido a la pandemia de COVID-19 , el evento se pospuso y NJPW se cerró temporalmente. [43]
NJPW volvió a realizar eventos en junio y Takagi fue eliminado en la primera ronda de la New Japan Cup por Sho. [44] En Dominion en Osaka-jo Hall el 17 de julio, Takagi derrotó a Sho para retener su Campeonato NEVER Openweight. [45] El 1 de agosto, NJPW declaró vacante el Campeonato NEVER Openweight 6-Man Tag Team, luego de que Evil desertara de LIJ . [46] Takagi derrotó a El Desperado en Sengoku Lord . En Summer Struggle en Jingu el 29 de agosto, Takagi perdió el Campeonato NEVER Openweight ante Minoru Suzuki . [47] Takagi luego compitió en el 2020 G1 Climax, en el Bloque A. [48] Terminó el torneo con una cuenta final de 8 puntos (cuatro victorias y cinco derrotas) perdiendo ante Jay White , Jeff Cobb , Tomohiro Ishii , Kazuchika Okada y Taichi , sin poder avanzar a la final del torneo. Sin embargo, Takagi obtendría victorias sobre Yujiro Takahashi , el campeón británico de peso pesado Will Ospreay , el actual rival Minoru Suzuki y sobre el eventual ganador del torneo Kota Ibushi . [49]
El 7 de noviembre en Power Struggle , Takagi recuperó el Campeonato NEVER Openweight al derrotar a Suzuki por segunda vez. En Wrestle Kingdom 15 el 4 de enero de 2021, Takagi defendió con éxito su título contra Jeff Cobb . El 30 de enero en The New Beginning en Nagoya , Takagi perdió el Campeonato NEVER Openweight ante Hiroshi Tanahashi.

#### Campeón Mundial Peso Pesado de IWGP (2021-2022)
En marzo de 2021, Takagi ingresaría a la New Japan Cup donde luego de derrotar a Kazuchika Okada en la primera ronda, Hirooki Goto en la segunda ronda, KENTA en los cuartos de final y EVIL en las semifinales, perdería ante Will Ospreay en la final. . Después de que Ospreay derrotara a Kota Ibushi por el Campeonato Mundial Peso Pesado de IWGP, Takagi lo desafiaría para un combate en Wrestling Dontaku 2021. En el evento, Takagi no pudo derrotar a Ospreay. [50] En Dominion 6.6 in Osaka-jo Hall, Shingo derrotó a Kazuchika Okada por el vacante Campeonato Mundial Peso Pesado de IWGP por primera vez. [51]Takagi haría su primera defensa del título el 25 de julio en Wrestle Grand Slam in Tokyo Dome después de derrotar a Hiroshi Tanahashi. Takagi originalmente estaba programado para defender el título contra Ibushi, sin embargo, este último sufrió una lesión y no pudo competir. Takagi hizo su segunda defensa exitosa el 5 de septiembre al derrotar a EVIL en Wrestle Grand Slam en Belluna Dome . La tercera defensa del título de Takagi se produjo el 6 de noviembre contra Zack Sabre Jr. en Power Struggle, en la que Takagi tuvo éxito. En la Noche 1 de Wrestle Kingdom 16, Takagi perdió el título ante Kazuchika Okada, poniendo fin a su reinado en un récord de 211 días. [52]
Takagi se asoció con sus compañeros de equipo de LIJ durante el resto de Wrestle Kingdom, derrotando a Suzuki-Gun en la Noche 2 y al establo Kongo de Pro Wrestling NOAH en la Noche 3. [53] [54] Takagi intentó recuperarse de su derrota en Wrestle Kingdom Night al ingresar la Copa New Japan . Derrotó a Tomohiro Ishii, Tanga Loa, Chase Owens y Hiromu Takahashi para llegar a las semifinales. [55] En la ronda de semifinales, Takagi perdió ante el eventual ganador de la copa, Zack Sabre Jr. [56]
Takagi luego entró en una pelea con el campeón provisional de KOPW, Taichi. Esto llevó a un combate de 30 conteos, en el que Takagi salió victorioso, convirtiéndose en el nuevo Campeón KOPW provisional. [57] Los dos se enfrentaron de nuevo en Dominion 6.12 en Osaka-jo Hall en un scramble match de 10 minutos, en el que Takagi volvió a salir victorioso. [58] También en Dominion, Takagi fue anunciado como un competidor en el próximo torneo G1 Climax 32 , donde competiría en el bloque D. [59] Sin embargo, antes de que comenzara el torneo, Takagi compitió en AEW x NJPW: Forbidden Door , un superespectáculo entre New Japan Pro-Wrestling y la promoción estadounidense All Elite Wrestling., donde se asoció con Sting y Darby Allin como Dudes with Attitude para derrotar a Bullet Club (El Phantasmo & The Young Bucks), con Takagi cubriendo a Phantasmo para la victoria. [60] De vuelta en Japón en el torneo G1 Climax, Takagi terminó con 6 puntos, sin poder avanzar a las semifinales.
En Rumble On 44th Steet, se enfrentó a El Phantasmo en un New York Street Fight por el Campeonato Provisional de KOPW.

## En lucha
- Movimientos finales
  - Blood Fall[1][2][3] (Argentine sitout facebuster)
  - Pumping Bomber[2][3] (Running lariat)
  - MADE IN JAPAN[2][3] (Pumphandle half Nelson driver)
  - STAY DREAM[2] (Diving wrist-clutch Olympic slam)
  - Original Falconry[2][3] (Wrist-clutch Olympic slam)
  - Last Falconry[2][3] (Wrist-clutch fisherman driver)
  - Legend Falconry[6] (Wrist-clutch Death Valley driver)
  - Schwein[7] (Over the shoulder back to belly piledriver) - 2004; adoptado de CIMA

- Movimientos de firma
  - Gallon Throw[2][3] (Reverse powerbomb)
  - YO Throw[2][3] (Spinning gutwrench toss)
  - MANRIKI[2][3] (Arm triangle choke)
  - F.T.X.[8] (Wrist-clutch sitout front slam) - 2010; parodiado de BxB Hulk
  - Corner clothesline
  - DDT
  - Exploder suplex
  - Fireman's carry derivado en Death Valley driver, cutter o sitout spinebuster
  - Gorilla press drop
  - High-angle belly to back suplex
  - Knee drop, a veces desde una posición elevada
  - Kneeling gutbuster
  - Osoto otoshi[9]
  - Reverse STO
  - Running senton
  - Standing powerbomb
  - Vertical suplex

- Apodos
  - "Pumping Hawk"[2]
  - Shingo "Going My Own Way" Takagi[2]

## Campeonatos y logros
- Dragon Gate
  - Dragon Gate Open the Dream Gate Championship (1 vez)
  - Dragon Gate Open the Triangle Gate Championship (5 veces) – con CIMA & Naruki Doi (1), BxB Hulk & Cyber Kong (2), Gamma & YAMATO (1) y Taku Iwasa & Dragon Kid (1)
  - Dragon Gate Open the Twin Gate Championship (5 veces) - con YAMATO (3),  Cyber Kong (1) y Akira Tozawa (1)
  - GHC Junior Heavyweight Tag Team Championship (1 vez) – con BxB Hulk
  - King of Gate (2010)
  - Summer Adventure Tag League (2009) - con YAMATO
  - Planning Jumbo Six-Man Scramble One Night Tag Tournament (2008) - con Cyber Kong & YAMATO

- New Japan Pro-Wrestling
  - IWGP World Heavyweight Championship (1 vez)
  - IWGP Junior Heavyweight Tag Team Championship (1 vez) – con Bushi (1)
  - NEVER Openweight Championship (2 veces)
  - NEVER Openweight 6-Man Tag Team Championship (1 vez) - con Bushi & Evil

- Ring of Honor
  - ROH World Tag Team Championship (1 vez) – con Naruki Doi

- Southern Thunder Pro Wrestling
  - STPW Texas Heavyweight Championship (1 vez)

- Westside Xtreme Wrestling
  - 16 Carat Gold Tournament (2009)

- Pro Wrestling Illustrated
  - Situado en el N°283 en los PWI 500 de 2008[10]
  - Situado en el Nº86 en los PWI 500 de 2011[11]

- Wrestling Observer Newsletter
  - WON Debutante del año (2005)[1]
  - Lucha 5 estrellas (2015) vs. Masaaki Mochizuki en Dragon Gate The Gate Of Destiny 2015 el 7 de noviembre
  - Lucha 5¾ estrellas (2019) vs. Will Ospreay en Best of the Super Juniors – Finals el 5 de junio
  - Lucha 5 estrellas (2019) vs. Tetsuya Naito en G1 Climax 2019 - Day 14 el 4 de agosto
  - Lucha 5½ estrellas (2019) vs. Tomohiro Ishii en G1 Climax 2019 - Day 16 el 8 de agosto
  - Lucha 5 estrellas (2020) vs. Will Ospreay en G1 Climax 2020 - Day 5 el 27 de septiembre
  - Lucha 5¼ estrellas (2020) vs. Kazuchika Okada en G1 Climax 2020 - Day 13 el 10 de octubre
  - Lucha 5 estrellas (2021) vs. Jeff Cobb en Wrestle Kingdom 15 el 5 de enero
  - Lucha 5 estrellas (2021) vs. Hiroshi Tanahashi en NJPW The New Beginning el 30 de enero
  - Lucha 5½ estrellas (2021) vs. Will Ospreay en New Japan Cup el 21 de marzo
  - Lucha 6 estrellas (2021) vs. Will Ospreay en Wrestling Dontaku (2021) el 4 de mayo
  - Lucha 5 estrellas (2021) vs. Hiroshi Tanahashi en Wrestle Grand Slam in Tokyo Dome el 25 de julio
  - Lucha 5½ estrellas (2021) vs. Tomohiro Ishii en G1 Climax 2021 - Day 1 el 18 de septiembre
  - Lucha 5 estrellas (2022) vs. Zack Sabre Jr. en New Japan Cup: Day 14 el 26 de marzo
  - Lucha 5½ estrellas (2022) vs. Will Ospreay en G1 Climax 2022 - Day 12 el 6 de agosto
- Tokyo Sports Grand Prix
  - Premio técnico (2008)[12]